# Crassula solieri
Crassula solieri är en fetbladsväxtart som först beskrevs av Claude Gay, och fick sitt nu gällande namn av Fr. Meigen. Crassula solieri ingår i släktet krassulor, och familjen fetbladsväxter. Inga underarter finns listade i Catalogue of Life.